# Finntarmen
Finntarmen är en farled mellan fjärdarna Orren och Finnfjärden i Söderköpings kommun i Östergötlands län.  Finntarmen är fartbegränsad till 5 knop i sina smalaste och grundaste delar. På djupare ställen gäller fart om högst 7 knop. Vid Espö är Finntarmen som grundast, cirka en meter djup. Vägen mellan fastlandet och Södra Finnö sammanbinds av en vägbro, något som begränsar framkomligheten för segelbåtar på väg mot Finnkroken.  